# Avast (杀毒软件)
是位於捷克布拉格的AVAST Software （舊稱ALWIL Software a.s.）於1988年首次發行的防毒軟體，名字取自「Anti-Virus-Advanced-Set」，即“高級防毒軟體”。 其中央掃描引擎成功通過了ICSA實驗室認證以及西海岸實驗室的測試， 軟體結合了反間諜軟體、反Rootkit以及自我保護功能。截至2009年12月10日，已有一億用户註冊使用；至2010年9月，全球注册人数超过一億三千萬人次。 软件中文名有「艾維斯特」、“愛維士” 及昵称“小A”（“大A”对应AVG AntiVirus，已于2016年9月被Avast公司并购）。
Avast分成家用用途的免費版本以及企業和專業用戶的付費版本。其中免費版本的Avast可安裝於Microsoft Windows、macOS、Android 和Linux， 付費版本的Avast分为企业版和家庭版，擁有免費版所沒有的附加功能，包括能較早更新程式檔、以命令來執行掃描等，但現在免費版也提供腳本攔截器。
2017年10月，Avast收購AVG並完成整合。2020年1月，Avast被爆出通过子公司Jumpshot出售用户浏览历史信息，引发捷克数据监管机构调查。尽管Avast声称收集的数据是匿名的，但有专家表示仍然可以将特定的数据与个人连接起来。Avast随后将Jumpshot关闭。

## 特色

### 病毒檢測功能
- 掃描引擎：已經ICSA等認證過的掃描引擎，能有效防禦各種的惡意軟體。除了一般執行檔外，還可掃瞄壓縮檔內容，並支援如UPX等檔案壓縮器，以及隱藏在NTFS卷宗交換資料流的病毒。且可跳過跳過在白名單，將需要掃描檔案的數量減少。除非該檔案另有更改，否則系統會直接視為安全狀態。
- 啟發式引擎：可主動檢測未知惡意軟件，亦可檢測二進制檔案（執行文件）和惡意腳本軟件。
- 檢測可能不需要的程式：可以檢測如捆綁軟體和挖礦軟體等不必要的程式，並自定處理這些軟體的方法。
- Anti-Rootkit 防護：藉由GMER自動檢查技術，可檢查並標記Rootkit底下加載的驅動程式，如此一來即使檢測到未知種類的Rootkit，也能在其運作前阻止，並安全地刪除。
- CyberCapture：在手動執行可疑程序時，avast! 會鎖定檔案，並將其上傳到雲端進行分析，並在一定時間後給出結果。[13]
- Community IQ：透過收集用戶群中的威脅數據，在經過分析後相互分享資料，進而防範之。

### 掃描和移除
- 智能掃描：只掃描系統重要磁區與記憶體
- 完整病毒掃描：徹底掃描整個系統。
- 開機掃描：使用戶可以自行安排開機掃描，在Windows作業系統啟動前檢測並清除惡意軟件
- 檔案總管掃描：讓用戶選擇要掃描的資料夾或硬碟。
- 自動處理：自動處理受感染的文件。
- Virus Removal Tool：avast! 內置工具，能夠從感染電腦上完全移除電腦病毒檔案。
- 隔離區：使受感染的文件仍可以被保留。病毒本體將被儲存於隔離區中，以免危及其他檔案，用戶亦可以自行添加檔案致隔離處。

### 常駐系統防護
每一個功能皆可以單獨管理或禁用：
- 檔案防護：主要的防護，藉由主動掃描檔案來檢測有毒檔案，可以防护归档文件（7z,rar,zip格式),音频文件(m3u,m4a,mp3格式等），数据库文件，磁盘文件，文档文件（doc,docx,ppt格式等），图片文件，视频文件。
- 行為防護：可識別和監控電腦上的可疑檔案活動。
- 網頁防護：掃描所瀏覽的的網頁，並檢查所有從網站下載的檔案、頁面和腳本。
- 郵件防護：掃描在電子郵件如Microsoft Outlook/Outlook Express、Microsoft Exchange Server等的郵件和附件。其中對於Microsoft Outlook使用特殊插件防範；其他電子郵件客戶則由常規POP3/IMAP4/SMTP代理保護。由 avast! 5.0 開始，新增了支援掃描TLS通信（包括gmail等軟體在內）的功能。
- 自我保護：防止惡意軟件終止 avast! 運作，或者破壞 avast! 的檔案。早期是以數據庫來儲存原始資料，而在 avast! 5.0 後改已別種方式儲存。

### 更新
- 流式更新：以小型更新檔案的型式發放臨時病毒定義碼
- 自動更新：藉由更新程式和病毒數據庫，用於識別新威脅。avast! 會定期更新自動病毒數據庫，預設是每四小時自動檢查一次病毒碼更新。程式更新後會彈出視窗要求重新啟動。

### 其他
- 防火牆：自avast! 5.0開始安裝，透過防火牆可以控制進出電腦的流量，其防護基於文件信譽度，根據連接類型有兩種網絡設置可供選擇。[13]從 avast! 20.7 開始免費開放，同時新增資料外洩防護、埠掃描警告及ARP欺騙保護作為付費功能。
- 勒索軟體防護：可防止未知程式更改檔案，僅用於非系統資料夾，且不會阻止檔案被程式查看。
- Anti-Exploit 防護：可以檢測並阻止電腦程式中的漏洞被利用。
- 网络检测工具[13][14]：检测路由器漏洞及电脑的网络连接安全性。
- 软件更新程式：可以检查、更新用户电脑上的過時程式，付費用户可以选择开启软件自动更新。
- 無訊息模式：將自動檢測全屏應用程序，並禁用彈出窗口和通知。[13]
- 有聲提示：會藉由發出聲音警告和字幕來提示使用者。

### 付費版本
- 沙箱：可以讓用戶可手動於一個完全隔離的環境內瀏覽網頁或執行任何可疑的程式，檢查程式是否惡意。
- 真實網站[14]: 防止黑客劫持电脑用户的域名系统设置并将用户重定向到偽造网站。
- 网络摄像头防护[13]：防止黑客和不受信任的应用程序使用用户的网络摄像头，窺視用戶。
- 敏感数据防护：扫描电脑上包含隐私信息的文件，并防止未经授权的存取。
- 数据粉粹机：通过用户自主选择永久粉粹敏感文件来保护隐私。粉粹机算法包含古特曼演算法，DOD (国防部）5250.22-M算法和随机覆蓋。
- 遠程存取防護：阻止威脅濫用RDP及SMB協定，方法包括阻止惡意IP地址連接、濫用已知RDP漏洞及暴力破解Windows帳號。
- 密碼保護 ：防止其他軟體存取瀏覽器中的密碼。

## 2011年推出的版本 (6.0介面/新核心)
6.0免費版加入sandbox、腳本防護及網站評價系統，avast!主要產品系列包括：
- avast! Free Antivirus  — 為免費軟體，並不能用於商業用途。[18]
- avast! Pro Antivirus  — 為共享軟體，主要提供給個人和商業用途使用，軟體中並不包含avast!網絡安全軟體的防火牆和反垃圾郵件兩項功能。[17][19]
- avast! Internet Security  — 為共享軟體，主要提供給個人和商業用途使用。[17][20]
- avast! Business Protection (2011年新版|6.0介面) — 具中控台介面，含ProAntivirus完整功能，適用於Windows XP/Vista/7/2003/2008/2011(SBS)等。[21]
- avast! Business Protection Plus (2011年新版|6.0介面) — 具中控台介面，含Interner Security完整功能，適用於Windows XP/Vista/7/2003/2008/2011(SBS)等。[22]

### 其他版本(4.x介面/舊核心)
- avast!  PDA Edition — 為共享軟體，主要於Windows Mobile、Windows Embedded Compact和Palm OS運作。
- avast!  Professional Family Pack —  為共享軟體，提供給在擁有多台電腦的家庭。內包括10個已認證的avast!Professional Edition軟體和avast! Windows Home Server Edition。
- avast!  Small Business Server Edition — 為共享軟體，主要用於Windows系列的小型企業伺服器，包括Microsoft Exchange Server或ISA伺服器。
- avast!  Server Edition — 為企業共享軟體，主要運行在Windows Server，包括Windows 2000 Server、Windows Server 2003等。[17]
- avast!  Windows Home Server Edition — 為共享軟體，使用於Windows家用伺服器上。
- avast! BART CD — 為共享軟體，可當作可開機防毒和恢復工具使用，以拿來檢測和清除感染病毒。
- avast! Distributed Network Manager — 允許網路管理員管理的avast!產品，可一次讓防護範圍擴及整個公司。
- avast! Free Online Scanner（免费）
- avas!t Free Virus Cleaner（免费）
- avast! Kerio Edition — 為共享軟體，只能安裝於Kerio Technologies（英语：Kerio Technologies）產品，如其安全郵件伺服器。
- avast! Linux Home Edition — 為免费軟體，提供給個人而非商業用途，主要用於在Linux系統上。
- avast! Linux/Unix Edition — 共享軟體，主要使用在Linux和以x86核心運行的BSD伺服器上。軟體亦可於Debian或tar上運作。[9]
- avast! Mac Edition — 為共享軟件，適用於Mac平台上。
- avast! U3 Edition — 為共享軟體，用於保護U3（英语：U3 (software)）平台免於病毒和其他惡意軟體的攻擊。
- avast! WHS Edition

### 企業套裝 (4.x介面/舊核心)
- avast! Advanced Suite(舊版|4.x介面) — 包含avast! Professional Edition 、avast! Server Edition、avast! Exchange Server Edition、avast! Linux/Unix Edition 和 avast! Distributed Network Manager。[23]
- avast! Enterprise Suite(舊版|4.x介面)— 包含avast! Professional Edition 、avast! Server Edition、avast! Linux/Unix Edition、avast! Kerio Edition、avast! PDA Edition 和 avast! Distributed Network Manager。[24]
- avast! Small Business Server Suite(舊版|4.x介面) — 包含avast! Professional Edition 4.8、avast! Small Business Server Edition 和 avast! Distributed Network Manager。
- avast! Standard Suite(舊版|4.x介面) — 包含avast! Professional Edition 、avast! Server Edition和avast! Distributed Network Manager。[25]

### 免費家用版
avast!防毒軟體可以透過網路下載免費使用30天。而30天的測試版必須免費註冊，以得到金鑰讓程式可以繼續運作，註冊後Avast!將可以持續免費使用12個月。 12個月後，如果要再繼續免費使用則必須重新註冊。但如果用戶版本為4.8、且已升級到最新版本時，則可以自動使用14個月。在使用期限內，並不會有任何要求升級成商業版的彈出視窗，病毒碼亦會自動更新，更新和排程掃描功能也沒有限制。而自avast! 5.0版開始不需要另外收取認證信、認證碼，而是直接在軟體介面中即可完成免費註冊，同樣獲得一年的免費使用期（4.8版本則仍為14個月）。
2010年4月12日，avast! Free Antivirus 5.0推出後，便是以市面上的防毒產品作為性能基準。在2010年9月的AV Comparatives測試中，avast!擁有最快的掃描速度，相對於諾頓防毒或者AVG快約30%，甚至比Microsoft Security Essentials快近三倍左右，而檢測率達到99.3%的成功率。英國雜誌《Virus Bulletin》的技術顧問兼測試工作隊理事John Hawes在2010年1月的雜誌中寫道「這個產品比許多同行的產品都要優勝，在產品界面也做得非常出色；新的套裝版本添加了一些有趣且實用的功能，而免費版亦完全免費供家庭用戶使用，這簡直是一個奇蹟。」

## Avast安全浏览器
Avast 安全浏览器（原 SafeZone）是由 Avast 开发的网络浏览器，专注于互联网安全和隐私。它基于Chromium。最初， Avast 安全浏览器捆绑与 Avast 防病毒的付费版本.2016 年 3 月，Avast 开始将其与免费版本捆绑在一起。Avast 安全浏览器最初称为"安全区域"，2018 年初被重新命名为"Avast 安全浏览器"。 在改版和重命名之前，SafeZone 的设计与 Opera 浏览器的设计类似。
Avast安全浏览器具有以下功能：
1.广告拦截：使用EasyList和Adblock Plus的内容过滤器来过滤广告。例如：过滤化妆品广告。
2.银行模式：一种浏览模式，旨在保护用户免受"可能被劫持的主机或网络"，并防止键盘记录和基于网络的窃听捕获任何数据。银行模式在检测到用户已到达银行网站或付款页面时自动激活，尽管可以手动调用。它从与在银行模式下无法调用的其他进程隔离的备用桌面运行。隐私模式和银行模式可以一起使用。
3.密码：密码管理器和表单自动填充。它还建议在注册表单上保护密码。密码允许用户通过 Avast 密码加载项和同步到用户的 Avast 帐户的应用程序跨浏览器、桌面和移动同步密码。
4.反跟踪和反指纹记录：Avast安全浏览器可防止收集有关用户计算机的信息或可用于构建用户配置文件的浏览历史记录。
5.反网络钓鱼：应用模块分析阻止用户访问网路钓鱼站点。
Avast安全浏览器还可以阻止用户访问已知的恶意网站和下载不安全的扩展组件。所有功能都可以在“安全和隐私中心”设置。

## 與Google合作
2009年時，AVAST Software a.s.與Google合作計劃，當使用者正在執行avast!防毒軟體的安裝程式，而電腦上尚未安裝Google Chrome時，便可以選擇同時安裝Google Chrome。 儘管許多程式在安裝時，都會提供選項讓使用者選擇要安裝其他程式，因此這也並不能說是一項創舉。但avast!安裝程式詢問是否安裝Google Chrome時，只有當使用者電腦尚未安裝Google Chrome的情況下，提示視窗才會彈出；且讓使用者自行主動選擇安裝，而在預設狀態中，並沒有事先在選項「是，安裝」或「不，不安裝」上勾選，完全由使用者自行決定。Google這次行銷計劃是看中avast!的使用者人數比Google Chrome多將近一倍以上。Google發言人便表示：「我們會持續探尋各種方式，把Google Chrome帶給更多的民眾。這可能包括透過眾多管道發布，我們與Avast合作的方式即為其中一例。」
此外，雖然AVAST防毒軟體並不支援Windows 95、Windows 98、Windows Me、Windows NT等作業軟體，但無論在法語、德語、義大利語、捷克語、西班牙語、葡萄牙語、俄語、波蘭語等語言版本的Google軟體集上，都以avast! Free Antivirus 5.0取代Spyware Doctor的下載。

## 獎項和測試結果
- avast! 4 Pro伺服器版本曾獲得SoftChecker最佳獎助。
- avast! Virus Cleaner 1.0.207曾獲得FiveSign伺服器類四星獎助。
- 2006年：於Secure Computing SC獎中贏得讀者最佳信賴殺毒軟體獎。[41]
- 2007年：於Secure Computing SC獎中贏得讀者最佳信賴殺毒軟體獎。
- 2007年2月：Virus Bulletin 100獎。
- 2007年4月：Virus Bulletin 100獎。
- 2008年2月：Virus Bulletin 100獎。
- 2008年6月28日：Virus Bulletin於2008年6月防毒軟體評測第13名。[42]
- 2008年8月：Virus Bulletin 100獎。
- 2008年8月：於AV Comparatives的測試中獲得「Advanced+」等級。[43]
- 2008年10月：Virus Bulletin 100獎。
- 2009年2月：Virus Bulletin 100獎。
- 2009年2月：於AV Comparatives的測試中獲得「Advanced」等級。[44]
- 2009年8月：於AV Comparatives的測試中獲得「Advanced+」等級。[45][46][47]
- 2009年9月17日：Virus Bulletin於2009年9月防毒軟體評測第18名。[48]
- 2010年：於CNET安全初学者工具包（the CNET Security Starter Kit 2010）中赢得最高防病毒选择。[49]
- 2010年8月：於AV Comparatives的測試中獲得「Advanced+」等級。[50]
- 2014年：获Virus Bulletin反病毒实验室VB100奖。[51]
- 2017年：获得AV-TEST机构认证。（Avast free antivirus version:17.2 & 17.3)[52]
- 2018年：获得Bulletin Test 机构VB100奖。[53]
- 2018年：获高级+，真实世界（Real world)防护测试。[54]

## 市場
2010年6月由OPSWAT公司的報告指出，avast!免費防毒軟體實際安裝用戶人數的世界排名中為第五名，這項報告是依其端點裝置而非營業額所整理出。而在使用者人數上，有三分之二是經由朋友介紹才使用的，也因此AVAST Software a.s.大力推廣免費產品作為市場戰略。
2010年8月23日，美國私募股權公司頂峰投資（Summit Partners）投資近1億美元於avast!軟體上，AVAST公司的首席執行官Vince Steckler說：「頂峰投資的注資無疑是對我們『免費增值』經營模式的肯定，透過全功能免費產品與收費產品相混合的市場模式，這種經營手段已經打破了目前防毒軟體市場的傳統經營模式。我們無需採用廣告模式或預裝avast!方式，僅透過用戶口口相傳這途徑，同樣也能使avast!業務規模獲得了持續穩定的增長。」並補充說道：「『免費增值』將是未來的主流，和頂峰投資一起，我們將能繼續我們的戰略，提供優質且免費的防病毒解決方案給所有的用戶；我們並沒有計劃順應傳統的零售模式去改變我們的做法。」而在這之前，Vince Steckler便已明確指出AVAST Software a.s.的銷售策略：
|                  | 我們的免費版本是供給家庭和非商業用戶使用，我們相信這些用戶體驗到我們軟體的優質性能以後，他們將帶領我們的產品進入更廣闊的商業市場。……目前的防病毒產品市場，有許多廠商通過商業途徑把劣質的產品推銷給客戶，這種經營模式是有點過時的；因為用戶需要的是真正的安全防護軟體，而不是笑話軟件或者廣告軟件。計算機用戶所需要的全功能免費防護，avast! Antivirus 5.0正能做得到。 |
| ——Vince Steckler | |

## 中國大陸封锁
2015年3月1日起，avast!遭到中国大陆防火長城封锁，用户程序及病毒库无法获得更新。有网民猜测可能與avast!早前推出的VPN服务“安全线”（Avast SecureLine VPN）有关。7月21日后，封锁被解除。但同时原先内置的“安全线”服务被防火長城定點屏蔽，無法使用。而avast!官方也将网站上“安全线”中文版本介绍页面跳转至avast!首页，英文版本網頁則顯示正常。